# Omar Chajjám
Ghíját ad-Dín Abú al-Fath Umar bin Ibráhím an-Nísábúrí al-Chajjám zkráceně Omar Chajjám (18. května 1048 Níšápúr – 4. prosince 1131) byl perský básník, matematik, filozof a astronom. Svými současníky byl nazýván nejvzdělanějším mužem století, králem filozofů Východu a Západu, mudrcem či nositelem Pravdy . Dnes je nejvíce znám pro svou sbírku básní Čtyřverší, kterou zejména v anglosaském světě zpopularizoval Edward FitzGerald svým volným přebásněním pod názvem The Rubaiyat of Omar Khayyam (první vydání 1859). V českojazyčném prostředí jeho dílo zpopularizovali Josef Štýbr, Jaromír Borecký, Eva Štolbová, Jan Rypka a Vilém Závada.

## Život
Konkrétních a spolehlivých údajů o životě Omara Chajjáma se zachovalo jen málo.
Narodil se ve městě Nišápúr, pravděpodobně v roce 1048. Některé prameny uvádějí dřívější rok narození v rozpětí 1021 až 1048. Podle jména lze usuzovat, že jeho otec byl výrobcem stanů. Omar byl nadaný mladík, který od svého učitele Nasira Mansura získal základ všestranného vzdělání. Velkým duchovním vzorem byl pro něho učenec Avicenna. Omarův zájem se soustředil především na matematiku a astronomii. Jeho spolužáky a přáteli byli Hasan bin Ali (1018–1092), který se později stal vezírem s titulem Nizam-ul-Mulk (Nezámolmolk) a Hasan ibn Sabbáh (1034–1124), budoucí zakladatel kruté a obávané sekty Asasínů. Omar Chajjám pokračoval ve studiích v Samarkandu, Balchu, Buchaře a Isfahánu. Po návratu do Níšápuru se stal učitelem a respektovaným učencem. Již v mladém věku byl autorem mnohých vědeckých pojednání z algebry, astronomie, geometrie, filozofie a historie.

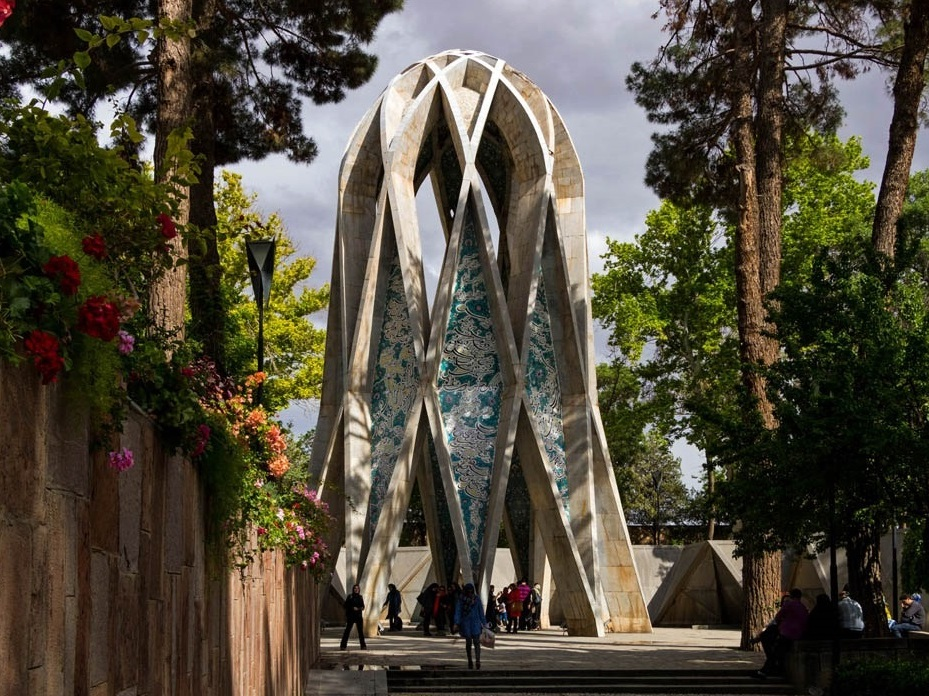
Mauzoleum Omara Chajjáma v Nišápuru

V roce 1074 seldžucký sultán Melik-Šáh I. mu umožnil v Isfahánu založit významnou observatoř. Chajjám zde soustředil významné astronomy své doby. Na sultánově dvoře, kde působil jeho přítel vezír Nezámolmolk, měl Omar Chajjám možnost plně se věnovat vědecké práci. Zabýval se reformou kalendáře, sestavoval astronomické tabulky a zpracovával hvězdné mapy. Poté, co sultán i vezír byli v roce 1092 zavražděni příslušníky sekty asasínů, se Chajjám přestěhoval do města Mervu, kde napsal čtyři pojednání o matematice. Poslední léta života prožil v rodném Nišápúru. Věnoval se zde hlavně filozofickým a etickým otázkám, které formuloval v pracích Pojednání o bytí a povinnosti a Odpověď na tři otázky. Pro své volnomyšlenkářské názory a neortodoxní vztah k víře byl často napadán a obviňován z kacířství. Z obavy o svůj život vykonal pouť do Mekky a po návratu se vyhýbal možnosti nařčení z odpadlictví. V době smrti vzýval Boha slovy: „Ó Bože! Zajisté jsem se snažil poznati Tebe, pokud mé sily stačily; pročež mi odpusť, neboť vědomost má o Tobě jest opravdu mou jedinou možností přiblížiti se k Tobě.“ Zemřel v pokročilém věku, pravděpodobně v roce 1131 a vedle sebe měl knihu Uzdravení od Avicenny. Je pohřben v Nišápúru, kde mu bylo vybudováno mauzoleum.

## Dílo
Omar Chajjám se již za svého života proslavil jako učenec - filozof, matematik a astronom. Uznáván byl především v zemích Blízkého východu, zatím co v západní Evropě se stal známým až v polovině 16. století. Jeho básnická tvorba byla ve vlastní zemi opomíjena a také u něho samého poezie hrála zřejmě jen okrajovou úlohu. Objevili ji až v Americe a Evropě v průběhu 19. století. Chajjámova slavná Čtyřverší se časem zařadila mezi klasická díla světové literatury. Z jeho vědeckého díla se dochovaly pouze zlomky, stejně tak není znám přesný rozsah básnického díla.

### Básnická tvorba
Poezie Omara Chajjáma je tvořena formou čtyřverší (rubáí), typickou formou perského epigramu. Počet jeho básní je odhadován jen přibližně od 120 až do 1200 podle různých rukopisů. Mnohá z jeho čtyřverší se přisuzují různým jeho následovníkům a napodobitelům.
Své básně psal volně v průběhu celého života, jako určitý druh filozofického podobenství. Vyjadřoval v nich svůj pohled na svět, vztah života a smrti i otázky víry. Své myšlenky halil do symboliky a dával jim dvojí smysl. Často se objevuje motiv vína jako symbolu radosti, přátelství, požitku, ale také moudrosti a božské extáze. Věnoval se i tématům sociálním, satiře, kritizoval pokrytectví a chválil skromnost proti honbě za bohatstvím a slávou.
V českých zemích byly Chajjámovy verše poprvé zveřejněny v roce 1853 v časopisu Lumír, když dvě z jeho čtyřverší z němčiny přeložil Svatopluk Čech. V roce 1859 byl vydán výbor jeho poezie pod názvem The Rubbaiyat of Omar Khayyam ve volném překladu anglického básníka Edwarda FitzGeralda, který vyvolal velký ohlas a přinesl mu světovou proslulost.

### Vědecká činnost
V popředí jeho vědeckého zájmu stály matematika a astronomie.
Napsal Pojednání o demonstraci problémů algebry. Navrhl v něm řešení kubických rovnic průsečíkem hyperboly s kružnicí. Definoval binomickou větu a pracoval se základním schématem kombinatoriky. Vypracoval matematickou teorii hudby. Zachovalo se jeho dílo Komentáře k obtížím v úvodech knihy Eukleidovy, kterým přispěl k rozvoji neeuklidovské geometrie. Kritizoval jeho definice těles postavené na rotaci rovinných útvarů. Ukázal alternativní přístup k teorii proporcí využívající řetězové zlomky. Zabýval se i problematikou spojitosti, tvrdil, že veličiny je možno dělit do nekonečna. Věnoval se též zlomkům a navrhl jejich násobení.
V roce 1079 přispěl k vytvoření tzv. Jalalského kalendáře, jehož verze jsou dosud používány v Íránu. Podařilo se mu stanovit délku roku na 365,24219858156 dne, což byl na svou dobu velký výkon. Některé prameny rovněž uvádějí, že prosazoval heliocentrickou teorii a předvedl model pohybu Země kolem Slunce. V perském a islámském světě byly známy jeho hvězdné mapy, které se však do dnešní doby nedochovaly. Vytvořil zrcadlový teleskop a astronomické tabulky nazvané na počest Melik-Šáha jeho jménem.
Na severní hemisféře na odvrácené straně Měsíce je po něm pojmenován kráter Omar Chajjám.

## České překlady
- Rubáiját Omara Chajjáma, hvězdáře-básníka perského. Z anglické verze Edwarda Fitzgeralda přeložil Dr. Jos. Štýbr. Vydal L. K. Žižka v Praze, 1922.
- CHAJJÁM, 'Omar. Čtyřverší 'Omara Chajjáma. Přeložil Jaromír Borecký. Obsáhlou studii, poznámky a vysvětlivky napsal Miloš Borecký. Vyd. 1. V Praze: Nákladem České grafické Unie a.s., 1945. 160 s.
- CHAJJÁM, Omar. Čtyřverší Omara Chajjáma. Překlad Josef Štýbr. Svazek 3. Praha: Symposion, 1947. (Duše Východu).
- Robáijját, Omarova nesmrtelná čtyřverší, vybral a uspořádal Jiří Bečka, z perštiny přeložili a přebásnili Eva Štolbová a podle překladu Jana Rypky Vilém Závada a další, Praha, Dar Ibn Rushd, 2001, ISBN 80-86149-28-5